# سارة ليفنغستون جاي
سارة فان بروغ ليفنغستون جاي (2 أغسطس، 1756- 28 مايو، 1802) كانت نجمة اجتماعية أمريكية بارزة وزوجة الأب المؤسس جون جاي، بالتالي زوجة رئيس الكونغرس القاري، ورئيس المحكمة العليا في الولايات المتحدة والسيدة الأولى لولاية نيويورك.

## بداية حياتها
ولدت سارة في عام 1756. كانت الابنة الكبرى لمالك العقارات الغني ويليام ليفنغستون (1723-1790) وسوزانا فرينش (1723-1789). كان والدها من المحامين الموقعين على دستور الولايات المتحدة، وشغل لاحقًا منصب أول حاكم لنيوجرسي بعد الاستعمار خلال الحرب الثورية الأمريكية منذ عام 1776 حتى وفاته عام 1790.
كان جداها من جهة والدها هما فيليب ليفنغستون، اللورد الثاني لإقليم مزرعة ليفنغستون، وكاثرين فان بروغ، الابنة الوحيدة لعمدة ألباني بيتر فان بروغ (1666-1740). كان من بين أعمامها من جهة والدها روبرت ليفنغستون (1708-1790)، اللورد الثالث لإقليم مزرعة ليفنغستون، وبيتر فان بروغ ليفنغستون (1710-1792)، أمين خزانة ولاية نيويورك، وفيليب ليفنغستون (1716-1778) الذي كان عضوًا في مجلس شيوخ نيويورك. تنحدر من جهة والدتها من فيليب فرينش، العمدة السابع والعشرين لمدينة نيويورك، فريدريك فيليبس، اللورد الأول لإقليم مزرعة فيليبسبورغ، وأنتوني بروكهولست، نائب حاكم نيويورك المستعمرة.

## دورها الدبلوماسي والمجتمعي
بعد زواجها من جاي في عام 1774، أمضت السنوات الأولى من زواجهما في منزل والدها في إليزابيث تاون، نيوجيرسي. كان زوجها يزورها هناك عندما لم يكن يعمل كمسؤول حكومي في نيويورك. في عام 1779، تم تعيينه مبعوثًا إلى إسبانيا وانضمت سارة إليه، وانتقلا إلى الخارج.
في إسبانيا، كانت سارة ليفنغستون جاي تستقبل زائرًا دبلوماسيًا واحدًا في غرفة نومها لأنها كانت مريضةً جدًا وغير قادرة على النهوض بسبب غثيان الصباح. في فرنسا، كانت تخطط وتستضيف احتفال الأمريكيين لتوقيع معاهدة باريس، وإن كان ذلك غيابيًا لأنها كانت قد ولدت (في منزل بنجامين فرانكلين) للتو عندما وقع الحدث. غالبًا لا يتذكر التاريخ ما تفعله النساء، لكن إن كان دورها في المجتمع قد مهد الطريق للعملية الدبلوماسية (كما كان يعتقد بنجامين فرانكلين)، يجب أن ينسب الفضل إلى سارة ليفنغستون جاي في مساعدتها بالتصديق على معاهدة باريس في عام 1783. كانت سارة ليفنغستون جاي تتردد بانتظام إلى الصالونات وحفلات عشاء يوم الإثنين التي كان يستضيفها ماركيز وماركيز دو لافايت. كانت المشاركة في المجتمع الباريسي جزءًا من استراتيجية بنجامين فرانكلين لتوطيد العلاقات الفرنسية الأمريكية.
لعبت سارة ليفنغستون دورها في المجتمع بشكل جيد جدًا لدرجة أن جمهور أحد المسارح في باريس اعتقدوا في إحدى المرات أنها ماري أنطوانيت، *«كان من أبرز الجميلات الأمريكيات، وقد نهض الجمهور ليقدموا لها تحية إجلال». تضمنت دائرتها الاجتماعية أدريين دو لا فاييت، وأنجيليكا شويلر، وأبيغيل آدامز، وأبيغيل آدامز سميث، وآن ويلينغ بينغهام وكانت العلاقات التي تشكلت بفعل هذه الروابط بالغة الأهمية للنجاح الدبلوماسي (أنجيليكا تشيرش على سبيل المثال ساعدت جون جاي اجتماعيًا عندما سافر إلى لندن للتفاوض على ما نتج لاحقًا باسم معاهدة جاي).